# ステープ・トゥアクスパン
ステープ・トゥアクスパン（タイ語: สุเทพ เทือกสุบรรณ、英語: Suthep Thaugsuban、1949年7月7日 - ）は、タイ王国の政治家。元副首相、人民代表院（下院）議員（10期）。

## 経歴
1949年生まれ。タイ南部のスラートターニー県出身。チェンマイ大学政治学部を卒業後、アメリカに留学し、ミドルテネシー州立大学で政治学修士を取得した。帰国後、村長（ガムナン）であった父親の後継候補として、26歳のときに村長選に出馬し当選した。
1979年、下院選にタイ民主党から立候補し初当選した。その後、下院選に9回連続当選し、農相（1986年-1988年､1992年-1994年）、運輸相（1997年-2000年）などを歴任する｡2005年から民主党幹事長に就任し、2011年まで務めた。2008年からアピシット・ウェーチャチーワ政権で、治安担当の副首相に就任した。
アピシット政権では、国内の政治的混乱による国民の不満を外にそらすため、強烈な国粋主義・民族主義にもとづく露骨な強硬外交を掲げ、2011年に領土問題を抱えるカンボジアの攻撃を強行し、住民を巻き込んだ武力紛争を引き起こした。この紛争により、双方の兵士や住民ら30人近くが死亡し、100人以上が負傷した。
また、政権への批判は国王への反逆とみなし、国家警察や国軍などを動員して厳重な統制を行った。

### デモ活動
2010年5月19日、同年3月よりバンコク都内において、総選挙の実施を求めるデモを展開していたタクシン元首相派の反独裁民主戦線（UDD）の市民デモ隊に対し、治安担当の最高責任者として国軍を投入する武力鎮圧を指揮した。この一連の衝突で、ロイター通信の村本博之カメラマンを含む一般市民90人以上が死亡し、2000人以上が負傷した（2010年タイ反政府デモ#暗黒の土曜日を参照）。
検察当局は、ステープが治安部隊に実弾使用を許可したとして、2013年10月28日、殺人罪などで起訴した。
2013年11月、ステープは下院議員や党の役職を辞職し、タクシン元首相派のインラック首相の退陣を求め、反タクシン派政権の樹立を狙う暴力的な反政府デモを開始し、武装デモ隊を率いる民主党人民民主改革委員会（略称PDRC）の委員長（リーダー）を務めている。そのため、裁判所は国王や国家への反逆容疑で、ステープの逮捕状を出した。このデモにより、政府機関の職員が他の場所で業務を行ったり、大学やバンコク日本人学校などの教育機関が臨時休校になるなどの影響が出ている。
2014年8月28日、バンコクの刑事裁判所は、鎮圧当時ステープは政治職にあり非常事態宣言下での行動であることから、ステープを裁く司法権限は同裁判所に属さないとし起訴を却下。本件を裁く権限を有するのは最高裁判所の政治職者刑事訴訟部のみとした。

### 2014年軍クーデター、その後の活動
2014年5月23日、軍によるクーデターにより身柄を拘束された。その後、7月16日に故郷のスラートターニー県の仏教寺院で出家したが、翌2017年7月に還俗し、財団設立を発表。ステープ側は軍政に改革を平和的に訴えていく財団であり、デモ活動などはしないと主張したが、軍政のプラユット・チャンオチャ首相は「問題を起こさないよう忠告する」と表明するなど、警戒感を強めている。
2018年1月24日、2013年のタイ反政府デモの件でテロ罪や国家反逆罪で起訴される。同年6月、行動連合党の初会合に参加し、同党の選挙委員長に就任した。

## 主張
議会制民主主義を否定しており、民主党の一党独裁による「人民評議会」や、利益団体の代表による「人民議会」の設置を主張している。これについて、国際社会からはファシズムであるとの批判の声が上がっているが、「タイでは欧米諸国のように選挙が国民の意見を反映させる最終回答ではない」との持論を展開している。

## 人物
反独裁民主戦線など、タクシン元首相派らの民主化勢力には妥協を示さない強硬派として知られる。アピシット政権では治安担当の最高責任者として、タクシン元首相派の抗議デモを弾圧し、政権に反対する人物を恣意的に拘束した。
また、過去にも様々な汚職疑惑が浮上しており、1995年、第1次チュワン・リークパイ政権で副財務相を務めた際に、土地改革をめぐり土地を所有しない農家に対する土地証書を富裕な家族に発行したことが発覚した。このステープの汚職が原因で、チュワン政権が崩壊している。